# ハインツ・グローナウ
ハインツ・グローナウ（Heinz Gronau 1912年1月1日 - 1977年10月28日）は、ドイツ民主共和国（東ドイツ）の軍人。かつてドイツ共産党党員としてブーヘンヴァルト強制収容所に収監され、収容者の秘密抵抗組織であるブーヘンヴァルト国際軍事機関(Internationale Militärorganisation Buchenwald, IMO)ドイツ部に所属していた。戦後は国家保安省（シュタージ）にてフェリックス・ジェルジンスキー衛兵連隊の連隊長や第I局(Hauptabteilung I, HA I)の局長(Leiter)などを歴任した。最終階級は少将。

## 経歴
グローナウは印刷工の息子としてライプツィヒに生を受け、小学校の卒業後は1926年から1930年にかけて歯科技工士としての修行を積んだ。しかし就職には失敗した事から彼はドイツ共産党への入党を果たす。彼はザクセン州にてドイツ共産主義青年団(KJVD)地区委員に任命された。1933年、ナチ党が権力を掌握すると共産党員として街頭闘争に巻き込まれるようになる。彼は何度も逮捕されながらも1935年まで労務者として働いていた。1935年、グローナウは内乱罪の容疑で逮捕されて2年間の懲役を宣告された。
彼はこの刑期を様々な刑務所で過ごす事となる。1938年、ブーヘンヴァルト強制収容所に送られる。当初は電気技師作業所(Elektrikerwerkstatt)に、その後はガルバノ作業所(Galvanowerkstatt)に送られた。ここで彼は秘密抵抗運動を展開し、IMOの一員となる。IMOが保有した毒物は、グローナウが電気メッキ作業所から持ちだしたものであったという。彼はまた、通信機や短刀なども秘密裏に製造していた。
ナチ政権が崩壊した後の1946年、解放されたグローナウは故郷ライプツィヒに戻り社会・青少年福祉局の仕事を始めた。その後、ソ連軍政下からドイツ民主共和国建国まで様々な軍事機関に所属する。1946年中にドイツ人民警察の警察官として登用され、まもなくロッホリツ地区警察署署長、後にグローゼンハイン地区警察署署長を務める。1949年から1950年まで、モスクワ軍事研究所において機甲戦に関する講義を受ける。1950年からは国家保安省第I局局長として人民警察機動隊の監査の任務に当たる。その後、国境警察に移り管理官を務めた。1958年から1962年まで、KGB大学で国境警備に関する講義を受ける。1962年から1972年まで、フェリックス・ジェルジンスキー衛兵連隊の連隊長。1966年に少将に昇進。1972年退役 。
グローナウは歴史的・政治的に重要な知識を有する人物と見なされていた。1958年にはブーヘンヴァルトの囚人らが違法に製造した道具によって武器工場などの様々な機器が破壊された旨を説明し、これらサボタージュ活動が戦争遂行上いかに重要であるかについて講義を行った。

## 受章
- 愛国功労勲章(Vaterländischer Verdienstorden) 
  - 銅章（1955年）[6]
  - 銀章（1961年）[7]
  - 金章（1971年）[1]